# Province d'Ourense

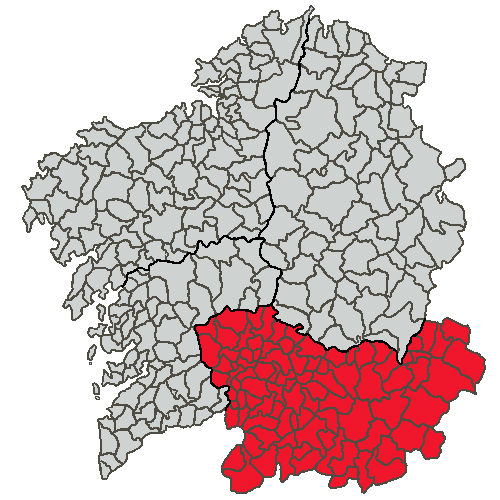
Situation de la province dans la communauté autonome de Galice.

La province d'Ourense (en galicien et légalement provincia de Ourense ; en castillan provincia de Orense) est l'une des quatre provinces de la communauté autonome de Galice, dans le nord-ouest de l'Espagne. Sa capitale est la ville d'Ourense.

## Géographie
La province d'Ourense est bordée au nord par la province de Lugo, à l'est par les provinces de León et de Zamora, au sud par le Portugal et à l'ouest par la province de Pontevedra.
La province d'Ourense a une superficie de 7 278 km2. 
Entourée de montagnes, c'est la seule province de Galice qui n'a pas accès à la mer. Les montagnes l'ont isolée des littoraux plus peuplés et des terres fertiles. Jusqu'à ce qu'une autovía soit mise en service entre Ourense, Vigo et Benavente, seul le chemin de fer permettait de quitter plus facilement la province.

## Subdivisions

### Comarques
| Nom               | Chef-lieu             |
| ----------------- | --------------------- |
| Allariz-Maceda    | Allariz               |
| A Baixa Limia     | Lobios                |
| A Limia           | Xinzo de Limia        |
| O Carballiño      | O Carballiño          |
| Ourense           | Ourense               |
| O Ribeiro         | Ribadavia             |
| Terra de Caldelas | Castro Caldelas       |
| Terra de Celanova | Celanova              |
| Terra de Trives   | A Pobra de Trives     |
| Valdeorras        | O Barco de Valdeorras |
| Verín             | Verín                 |
| Viana             | Viana do Bolo         |

### Communes
La province compte 92 communes (municipios en espagnol).

## Administration et politique
La province est dirigée par une députation de 25 membres. Son président est Luis Menor, du Parti populaire, depuis 2023.

## Population et société

### Démographie
Abritant 309 372 habitants en 2018, la province est celle qui a connu la plus forte baisse de population de toute l'Espagne en perdant 122 000 habitants depuis 1978, soit une baisse de 28 %.

### Villes
Ourense, la capitale, est la seule ville importante de la province et abrite un tiers de la population totale. Aucune autre commune ne dépasse les 15 000 habitants. Les villes les plus importantes sont Verín, O Barco de Valdeorras, Ribadavia, Allariz, A Rúa, Celanova, O Carballiño et Xinzo de Limia.

## Économie
La province est arrosée par le Miño et son principal affluent, le Sil. Les vallées fertiles qu'il traverse sont favorables à l'agriculture. Les rapides sont nombreux et ne permettent pas la navigation, mais ces cours d'eau produisent de l'hydroélectricité. Le Sil coule dans un profond canyon et est devenu un site recherché par les touristes, la Ribeira Sacra (es).
Le Limia est un fleuve dont la source est au nord de Xinzo de Limia et qui s'écoule au Sud vers le Portugal. Le Tâmega, une autre rivière portugaise, a sa source au nord de Verín.
Le terrain montagneux et l'isolement expliquent le retard économique de la province et une forte émigration vers le reste de l'Espagne ou le Nouveau Monde. La vallée du Miño permet la production de maïs et la culture de la vigne. Il y a une importante activité d'élevage de porcs et de culture de pommes de terre, particulièrement autour de Xinzo de Limia et dans le lac asséché d'Antela. Ce lac était, jusque dans les années 1960, le plus important lac d'eau douce d'Espagne. L'élevage de la chèvre galicienne se pratique dans les montagnes.
L'industrie comporte des usines chimiques, des centrales laitières et de l'embouteillage près de Verín. Les alentours de la capitale ont une importante activité de fabrication de vêtements.

## Tourisme
Bien que la province ne soit pas un centre touristique majeur, le tourisme contribue quelque peu à l'économie. Les vallées attirent les touristes pour leurs chutes d'eau et leurs vues spectaculaires. Il y a plusieurs cités médiévales (Allariz et Ribadavia). Enfin Manzaneda, au nord d'Ourense, est la seule station de ski de Galice.